# Aanslag op toeristenkonvooi in Jemen op 2 juli 2007
Op 2 juli 2007 vond bij de Jemenitische stad Ma'rib een zelfmoordaanslag plaats op een konvooi van toeristen, die een tempel uit de tijd van de Koningin van Seba bezochten. Een auto vol explosieven reed in op het konvooi en doodde acht Spaanse toeristen en twee Jemenitische gidsen. De terroristische organisatie Al Qaida werd van de aanslag verdacht.
Tijdens een raid nabij de stad Ma'rib, op 8 augustus 2007, doodden Jemenitische veiligheidstroepen vier militanten van Al Qaida die van de aanslag werden verdacht. Onder de doden bevond zich Kassem al-Raimi, het vermoedelijke brein achter de aanslag. Volgens veiligheidsbronnen was Raimi ook betrokken bij andere terroristische aanvallen en was hij een van dertien gevangenen die in 2006 uit een gevangenis in de hoofdstad Sanaa was ontsnapt.